# Est 604
Die Est 604 war eine für die französische Compagnie des chemins de fer de Paris à Lyon et à la Méditerranée (PLM) gebaute Crampton-Lokomotive, die 1869 an die Chemins de fer de l’Est (EST) verkauft wurde und in deren Zentralwerkstätten einen Flaman-Kessel erhielt. Sie stellte 1890 mit 144 km/h einen Geschwindigkeitsweltrekord für Schienenfahrzeuge auf.

## Geschichte
Bei der Lokomotive handelt es sich um eine der Schnellzuglokomotiven Nr. 1 bis 30, die in den Jahren 1854 und 1857 von J. F. Cail & Cie für die PLM gebaut wurden. 1869 verkaufte die PLM zwölf Lokomotiven dieser Serie an die EST, wo sie die Nummern 601 bis 612 erhielten. Die Nummer 604 erhielt in den Zentralwerkstätten der Bahn in Épernay einen Flaman-Kessel. Bei Versuchsfahrten bei der PLM erreichte die Lokomotive ohne Zug im Juni 1890 zwischen Montereau und Sens 144 km/h und hielt damit für einige Jahre den Geschwindigkeitsweltrekord auf der Schiene. Bei Zugfahrten zeigte die Lokomotive nur geringe Vorteile gegenüber den Lokomotiven mit zwei Kuppelachsen, übertraf aber die alten Crampton-Lokomotiven aufgrund des leistungsfähigeren Kessels und der größeren Reibungsmasse.

## Technik

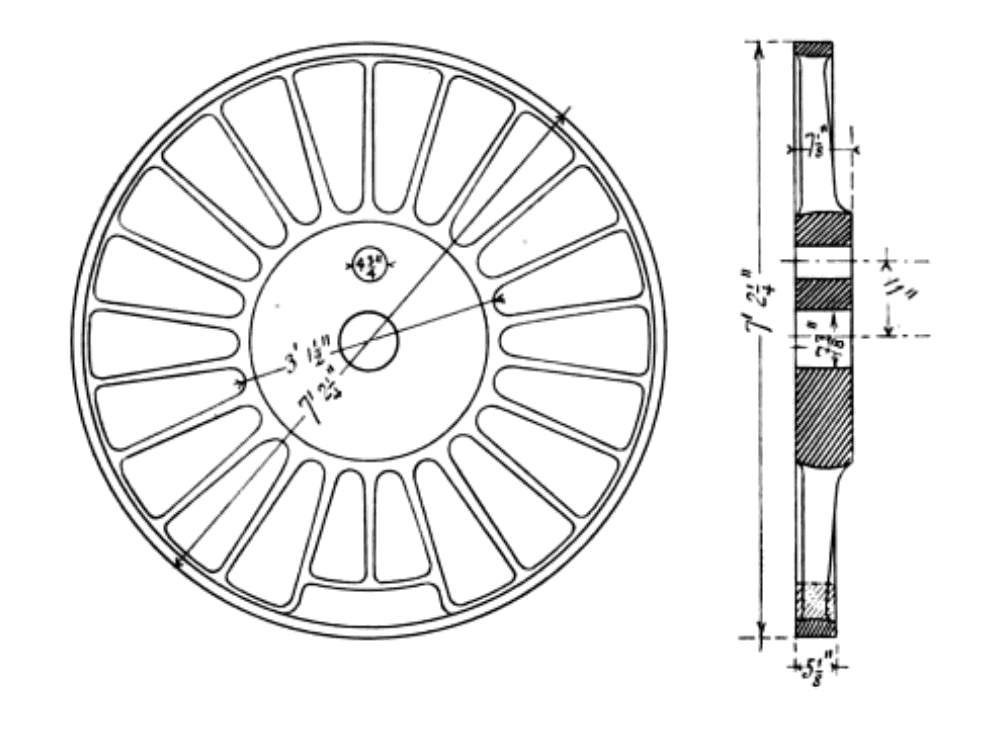
Treibrad mit Zusatzmasse um die Radnabe

Die Lokomotive war in Doppelrahmenbauweise ausgeführt. Die Zylinder befanden sich zwischen den Rahmenwangen zwischen den beiden Laufachsen, wobei die mittlere Achse einen etwas kleineren Durchmesser als die vordere Achse hatte. Die Treibachse war die hintere Achse. Sie wurde bei der EST mit Radsternen ausgerüstet, die um die Nabe herum zusätzliche Masse aufwiesen. Die Laufachsen waren im Außenrahmen gelagert, die Treibachse im Innenrahmen.
Der Flaman-Kessel war eine Erfindung von Eugène Flaman (1842–1935), dem damaligen Chefingenieur der EST. Sie bestand darin, die Verdampfung von der Dampfspeicherung zu trennen und zwei zylindrische Strukturen übereinander anzuordnen. Der untere Zylinder mit einem Durchmesser von 1170 mm war der eigentliche Kessel mit Siederohren, der im Normalbetrieb vollständig mit Wasser gefüllt war. Der obere Zylinder mit einem Durchmesser von 780 mm war ein Dampfspeicher, der über mehrere große senkrechte Rohre mit dem darunterliegenden Kessel verbunden war und bei Bedarf als zusätzlicher Wasserspeicher zur Erhöhung der Reichweite genutzt werden konnte. Er war in der Regel zur Hälfte mit Wasser gefüllt.
Der Regulator befand sich in einem Regulatorkasten, der etwas zurückgesetzt von den Zylindern angeordnet war. Der Dampfdom befand sich über dem Stehkessel. Die Zuleitungen zu den Zylindern waren außen am Langkessel angebracht.
Der Schlepptender war baugleich mit den Tendern der Est 501 bis 510.

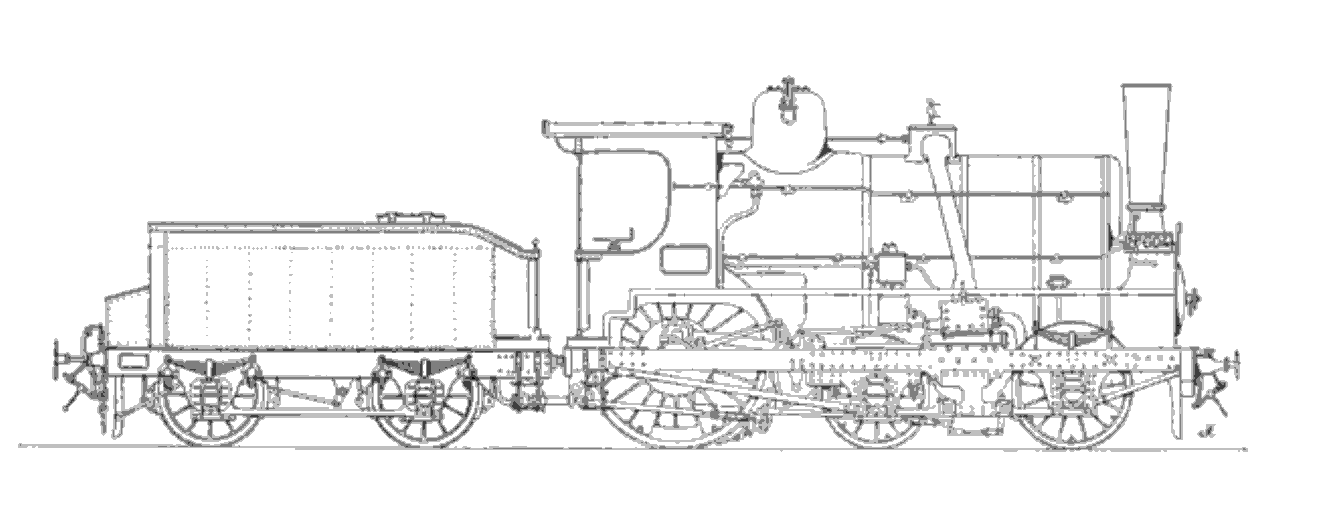